# Wega Film
Die Wega Film ist eine österreichische Filmproduktionsfirma. Das 1980 von Veit Heiduschka in Wien gegründete Unternehmen zeichnet für eine Reihe von erfolgreichen Spiel- und Dokumentarfilmproduktionen verantwortlich.

## Geschichte
Der erste große Erfolg gelang 1985 mit Müllers Büro unter der Regie von Niki List, der die höchste Besucherzahl eines österreichischen Films seit den 1950er Jahren erzielte. In den 1980er Jahren begann auch die Zusammenarbeit mit dem heute international bedeutenden Regisseur Michael Haneke.
Unter den Regisseuren der rund 40 bis 2006 hergestellten Spielfilme befinden sich unter anderem auch Andreas Gruber, Michael Kreihsl, Wolfgang Glück, Paulus Manker, Michael Verhoeven, Xaver Schwarzenberger, Barna Kabay, Andreas Prochaska, Jack Gold, Jean-Michel Ribes und Stefan Ruzowitzky. Im Fernseh-Spielfilmbereich entstanden Produktionen unter anderem mit den Regisseuren Michael Haneke, Peter Patzak, Johannes Fabrick, Gernot Friedel und Michael Cencig. Im Dokumentarfilmbereich entstanden bereits Produktionen mit Elisabeth Scharang, Manfred Corinne, Pierre Colibeuf und Ulrich Seidl.
2006 trat die Wega Film aus dem Interessensverband der österreichischen Filmproduzenten, der Association of Austrian Filmproducers (AAFP), aus, um gemeinsam mit anderen Produktionsgesellschaften einen neuen Verband, die Film Austria, zu gründen.

## Produktionen

### Kinofilme
- 1983: Paradis Ges.m.b.H. – Regie: Nikolaus Leytner
- 1986: Müllers Büro – Regie: Niki List
- 1988: Sternberg – Shooting Star – Regie: Niki List
- 1989: Der siebente Kontinent – Regie:  Michael Haneke
- 1990: Weiningers Nacht – Regie:  Paulus Manker
- 1990: Ach, Boris – Regie:  Niki List
- 1991: Ilona und Kurti – Regie:  Reinhard Schwabenitzky
- 1992: Benny’s Video – Regie:  Michael Haneke
- 1992: Tafelspitz – Regie: Xaver Schwarzenberger
- 1993: Der Fall Lucona – Regie: Jack Gold
- 1995: Der Kopf des Mohren – Regie: Paulus Manker
- 1996: Charms Zwischenfälle – Michael Kreihsl
- 1998: Die 3 Posträuber – Regie: Andreas Prochaska
- 1997: Funny Games – Regie:  Michael Haneke
- 2001: Die Klavierspielerin – Regie: Michael Haneke
- 2003: Wolfzeit – Regie: Michael Haneke
- 2005: Caché – Regie: Michael Haneke
- 2006: Meine liebe Republik – Regie: Elisabeth Scharang
- 2008: Ein Augenblick Freiheit – Regie: Arash T. Riahi
- 2009: Das weiße Band – Eine deutsche Kindergeschichte – Regie: Michael Haneke
- 2010: Henri 4 – Regie: Jo Baier
- 2012: Kuma – Regie: Umut Dağ
- 2012: Liebe – Regie: Michael Haneke
- 2014: Die geliebten Schwestern – Regie: Dominik Graf
- 2014: Risse im Beton – Regie: Umut Dağ
- 2016: Liebe möglicherweise – Regie: Michael Kreihsl
- 2017: Wilde Maus – Regie: Josef Hader
- 2017: Happy End – Regie: Michael Haneke
- 2019: Waren einmal Revoluzzer – Regie: Johanna Moder
- 2020: Ein bisschen bleiben wir noch – Regie: Arash T. Riahi
- 2021: Die Schule der magischen Tiere – Regie: Gregor Schnitzler
- 2023: Wald – Regie: Elisabeth Scharang
- 2024: Andrea lässt sich scheiden – Regie: Josef Hader

### Fernsehfilme
- 1991: Schwarze Tage
- 1997: Das Schloss – Regie: Michael Haneke
- 2004/2005: Die Landärztin (Fernsehserie)
- 2005: Mein Mörder – Regie: Elisabeth Scharang

## = Fernsehserien
- 2025: Crystal Wall

## Auszeichnungen
- 1988: Austrian Ticket für Sternberg – Shooting Star
- 2010: Diagonale: Preis innovative Produktionsleistung für Das weiße Band – Eine deutsche Kindergeschichte
- 2013: Diagonale: Preis innovative Produktionsleistung für Liebe
- 2017: Diagonale: Preis innovative Produktionsleistung für Wilde Maus